# 松村弥兵衛
松村 弥兵衛（まつむら やへえ、生没年不詳）は江戸時代の地本問屋。

## 来歴
宝暦から文化期に通油町、後明和安永ころに横山町2丁目、文化期に長谷川町重兵衛店で営業している。天明ころで出版活動を停止するか。鳥居清広、鳥居清満、鳥居清長の紅摺絵の役者絵の他、歌川豊春や勝川春章の錦絵を出版しており、豊春の浮絵が多い。一枚絵のほかに黒本、赤本、勝川春朗作画による黄表紙も多数刊行している。

## 作品
- 鳥居清広 『さの川市松のまさご御ぜん』 細判 紅摺絵 宝暦5年（1755年）
- 鳥居清広 『尾上菊五郎』　紅摺絵
- 鳥居清満 『坂東彦三郎の半七と姉川大吉のさんかつ』 大短冊判 紅摺絵 宝暦後期
- 鳥居清満　『二世瀬川菊之丞の簪をさす娘』　紅摺絵
- 鳥居清長 『三世大谷広次の松王と四世坂東又太郎の梅王』 細判 紅摺絵 明和9年（1772年）
- 歌川豊春　『浮絵歌舞妓芝居之図』　横大判　錦絵　明和7年
- 歌川豊春　『浮絵十二段管弦の図』　横大判　錦絵　明和後期～安永
- 勝川春章 『中村仲蔵の布袋』 細判 錦絵 安永9年（1780年）
- 歌川豊春 『阿蘭陀浮絵すなどりの図』 横大判 錦絵 明和安永ころ
- 勝川春朗 『高砂屋尾上之金』 市場通笑作 黄表紙 天明6年（1786年）